# Fara ve Strašíně
Fara ve Strašíně s číslem popisným 1 je budova, vystavěná v 18. století. Nachází se obci Strašín v okrese Klatovy v Plzeňském kraji. Fara od 26. března 1964 patří mezi kulturní památky.

## Popis
Hlavní budova fary spolu s chlévy, stájemi, kolnou a ohradní zdí se rozprostírá na téměř půl kilometru čtverečním na západním okraji obce v těsné blízkosti od kostela Narození Panny Marie. Hlavní budova fary dokonce částečně přiléhá k jihovýchodnímu nároží ohradní zdi kostela. Protože stojí na terénním zlomu, terén u úpatí severní stěny je o etáž výše než u stěny jižní. Po východní straně obytné budovy se nachází dvůr, do kterého se vjíždí od severu z hlavní přístupové cesty. Západní a východní strana hlavní budovy je ohraničena hospodářskými budovami, další strany pak ohradní zdí.

## Historie
Fara ve Strašíně byla vystavěna mezi lety 1754 až 1756. Její jádro však pochází už z roku 1740. Ke stavbě byly zároveň využité některé starší zdi. Jednalo se patrně o zbytky pozdněgotického opevnění strašnického kostela Narození Panny Marie. Později došlo k barokní přestavbě objektu. Barokní jsou klenby sklepů a možná také konstrukce střechy a pavlače i stropní podhledy s fabiony. Z této doby pravděpodobné pochází také záchodový přístavek a střecha na západní straně polovalbou, která však byla odstraněna v druhé polovině 19. století. Datace severovýchodní přístavby není jistá, snad ale pochází až z pozdější doby. V 60. letech 20. století byla na obytné budově vyměněna krytina. Další úpravy stavby proběhly v roce 1971, kdy byly vyměněny a opraveny zbývající střechy, v severozápadní části hlavní budovy zřízena garáž, vyměněny některé výplně dveří, opravena fasáda a rozšířena okna. K dalším stavebním úpravám v interiéru došlo mezi lety 2003 a 2004.
Budovy stájí a chlévů byly vystavěny buď v druhé polovině 18. století nebo v první polovině 19. století. Soudobá je možná kolna a torzo stodoly. Zakrytí vjezdu bylo realizováno asi až ve 20. století. Ve 20. století došlo rovněž ke zbourání Stodoly. Oplocení zahrady pochází z druhé poloviny 20. století.
Na faře žil, tvořil a nakonec zemřel český básník a katolický kněz František Daniel Merth, který sloužil v místním kostele.